# Српска православна црква Преноса моштију Св. оца Николаја у Мартоношу
Српска православна црква Преноса моштију Св. оца Николаја у Мартоношу, насељеном месту на територији општине Кањижа, својом старином, архитектонским и стилским вредностима које се очитавају из основе цркве, као и вредностима у самој цркви представља непокретно културно добро као споменик културе.

## Историјат
Насеље Мартонош се први пут помиње у писаним документима половином 14. века. За време турске доминације овим крајевима, насеље је забележено у дефтерима 1554. године. У периоду после одласка Турака, Мартонош је постао војно-граничарско насеље у саставу Потиске војне границе. Од 1774. године насељавају га Мађари. За време Ракоцијеве буне од 1703—1711. године и у време буне 1848. године, насеље је веома страдало. Ови подаци о страдању насеља у бунама, важни су за историјат српске православне цркве и промене на самој грађевини.
Према предању, црква у Мартоношу постоји од 1600. године и посвећена је празнику Преноса моштију св. Николе. На крсту од кованог гвожђа подигнутом над апсидом је јасно читљива година 1762, што вероватно означава годину завршетка обнове цркве после буне из 1711. године. Црква је поново страдала у буни 1848. године, када је спаљен инвентар, архивска грађа, а највероватније и иконостас. Обнова корпуса црквене грађевине почета је 1852. године уз значајну материјалну потпору цара Фрање Јосифа и Патријарха руског. Следећих година врше се мање поправке и црква се опрема звонима, намештајем, утварима и књигама.

## Архитектура
Црква је једнобродна грађевина, мањих димензија са издуженим бродом. Централни травеј је нешто шири, што упућује на архитектонску концепцију српског барока у организовању простора. Апсида је израженог триконхалног изгледа, са мањим једноспратним барокним звоником, у унутрашњости појачане снажнијим пиластрима, између којих се уздужно и попречно пружају луци који носе сферне сводове. Светлост, као битна компонента православних барокних храмова, допире кроз отворе на фасадама наоса. Бочне фасаде су равне, без периферне пластике која се не јавља ни на западном делу. Фасада прочеља је наглашена плитким профилисаним пиластрима са равним капителима који се протежу и висином звоника на спрат. На старост храма упућује и унутрашња пластика наоса са наглашеним пиластрима између којих су подужни попречни луци, који носе сферне сводове.
Оливера Милановић-Јовић указује на посебну акустичност апсидалног дела која укључује могућност постојања крипте или зидова-темеља неке старије цркве. Ову тезу подржава и др Ђере Корнел, који наводи податак да је приликом поправки у апсидалном делу око 1970. године установљено два слоја зида. Унутрашњи зид дебљине више од 1m, а грађен је од цигала са плевом, што упућује на градњу 14. и 15. века, док је спољни део зида цркве дебео око 60cm и новијег је порекла.
Документациона грађа сачувана у цркви даје податке да је зидно сликарство рад најмање два аутора. Уговор између Пецића и Одбора, поред иконостаса укључивао је „Источење крви” у проскомидији, две певничке иконе, на своду „Победитеља смрти” са четири Евангелиста, израду целог олтара и марморизацију свода до Владичиног трона.
Сцена над солејом са Св. Тројицом и Јеванђелистима је ликовним решењем веома блиска Пецићевим радовима на иконостасу, те би се могла сматрати његовим радом.
Записник једне седнице црквеног Одбора 11. априла 1871. године помиње да се ступило у преговоре са Жигом Полаком, сегединским живописцем који је Одбору поднео нацрте живописања. Полакова понуда и нацрт су прихваћени, међутим није јасно да ли је понуда укључивала и пресликавање дела над солејом који је неколико година раније осликао Ђура Пецић. Све зидне слике су урађене уљаном техником.
У књизи записника црквено-школског одбора и скупштине 1852—1874. године сачуваној у цркви, налази се уговор о изради иконостаса- дубореза и вероватно позлате, са панчевачким мајстором Хенриком Никеном и Францем Зимањијем, склопљен 18. јануара 1855. године. Испитивање на икони Св. Тројства, која је сликана уљем на платну, показали су да је икона пресликана. У току скидања преслика пронађен је потпис сликара Павла Чортановачког. При чишћењу сликаног дела крста са Распећем, откривен је потпис сликара Живка Петровића. Резање иконостаса, завршено је 1875. године, када су почели радови на позлати. Централну икону иконостаса наручио је и платио председник Одбора. Како се из записника види, одборници су чули за Павла Чортановачког и ценили га. Остале иконе на иконостасу сликао је Ђура Пецић, који је насликао и иконе св. Симона и св. Цара Давида. Икона Васкрсења из празничне зоне показују неколико слојева руку. Ауторство престоних икона, приписивано Аксентију Мародићу, доведено је у питање већ истраживањем архивске грађе.
На Богородичином трону је икона Богородице са Христом, рада непознатог мајстора из 19. века. На дрвеној прегради која одваја припрату од наоса налазе се овалне иконе св. Симеона (јужна страна) и св. Цара Давида, (северна страна).
Резба иконостаса изведена је у комбинацији закаснелих барокно-рокајних биљних форми и класицистичких елемената. Дуборез је премазан бронзом, али сондирањем у зони престоних икона и сокла утврђено је да се испод слоја бронзе налази добро очувани слој позлате изведене правим златом. Оплата иконостаса је касетирана и осликана имитацијом мермера. Током 1992. и 1993. године, дуборез и оплата иконостаса очишћени су од каснијих премаза, делови који су недостајали су изрезани у липовом дрвету и кредирани. Оштећења позлате и подлоге су китовани и извршен је ретуш позлате.